# 용서·봉계·성재공 문집 판각
용서·봉계·성재공 문집 판각(龍西·鳳溪·省齋公 文集 板刻)은 대한민국 충청남도 논산시에 있는, 조선조 학자 용서 윤원거(尹元擧)(1601∼1672), 봉계 윤유(1647∼1721), 성재공 민준의 문집들을 새긴 목판으로, 모두 150매이다. 1996년 11월 30일 충청남도의 유형문화재 제150호로 지정되었다.

## 개요
조선조 학자 용서 윤원거(尹元擧)(1601∼1672), 봉계 윤유(1647∼1721), 성재공 민준의 문집들을 새긴 목판으로, 모두 150매이다.
윤원거(尹元擧)는 인조 11년(1633)에 생원, 진사 양시에 합격하여 효종 9년(1658) 공조정랑에 임명되었으나 부임하지 않았으며, 현종 때도 지평, 장령으로 임명되었으나 사양하였다. 이후 이조참판에 추증되었다. 그의 문집『용서집』의 목판은 74매이다.
윤유는 진사시에 합격, 봉사, 직장도사, 낭관, 현감을 역임하고 동지중추부사에 이르렀다. 그의 문집 『봉계집』의 목판은 50매이다.
민준은 당대의 유명한 석학으로 오로지 학문에만 힘써 왔다. 그의 문집『성재공집』의 목판은 26매이다.
이들 목판은 양 면에 양각으로 새겼는데, 한 면에 1행 18자를 10행씩 새겼다. 크기는 세로 30cm, 가로 20cm이다.

## 참고 자료
- 용서·봉계·성재공문집판각 - 국가유산청 국가유산포털